# Амајлија (музичка група)
Амајлија је југословенска и српска рок група.
Дана 26. маја 2009. године, Амајлија је наступила са The Answer на отварању АЦ/ДЦ концерта на Стадиону Партизана у Београду.

## Дискографија

### Албуми
- Samo ti (1989)
- Zašto si tako blesava i luda (1990)
- Vruće + hladno (1992)
- Čista zabava (1993)
- Nikad više kao pre (1996)
- Prosula si sake na kimono (2009)